# Торно
Торно (італ. Torno) — муніципалітет в Італії, у регіоні Ломбардія, провінція Комо.
Торно розташоване на відстані близько 520 км на північний захід від Рима, 45 км на північ від Мілана, 5 км на північний схід від Комо.
Населення — 1184 особи (2014).

## Демографія
Населення за роками:

Станом на 1 січня 2023 року в муніципалітеті офіційно проживало 70 іноземців з 24 країн, серед них 31 громадянин країн Євросоюзу та 3 громадяни України.

## Сусідні муніципалітети
- Блевіо
- Карате-Уріо
- Комо
- Фаджето-Ларіо
- Мольтразіо
- Тавернеріо